# Tatort: Kurzschluß
Kurzschluß ist ein Fernsehfilm aus der Fernseh-Kriminalreihe Tatort der ARD und des ORF. Der Film wurde vom NDR produziert und am 7. Dezember 1975 zum ersten Mal gesendet. Er ist die 58. Folge der Tatort-Reihe und der 5. Fall für Kommissar Finke.

## Handlung

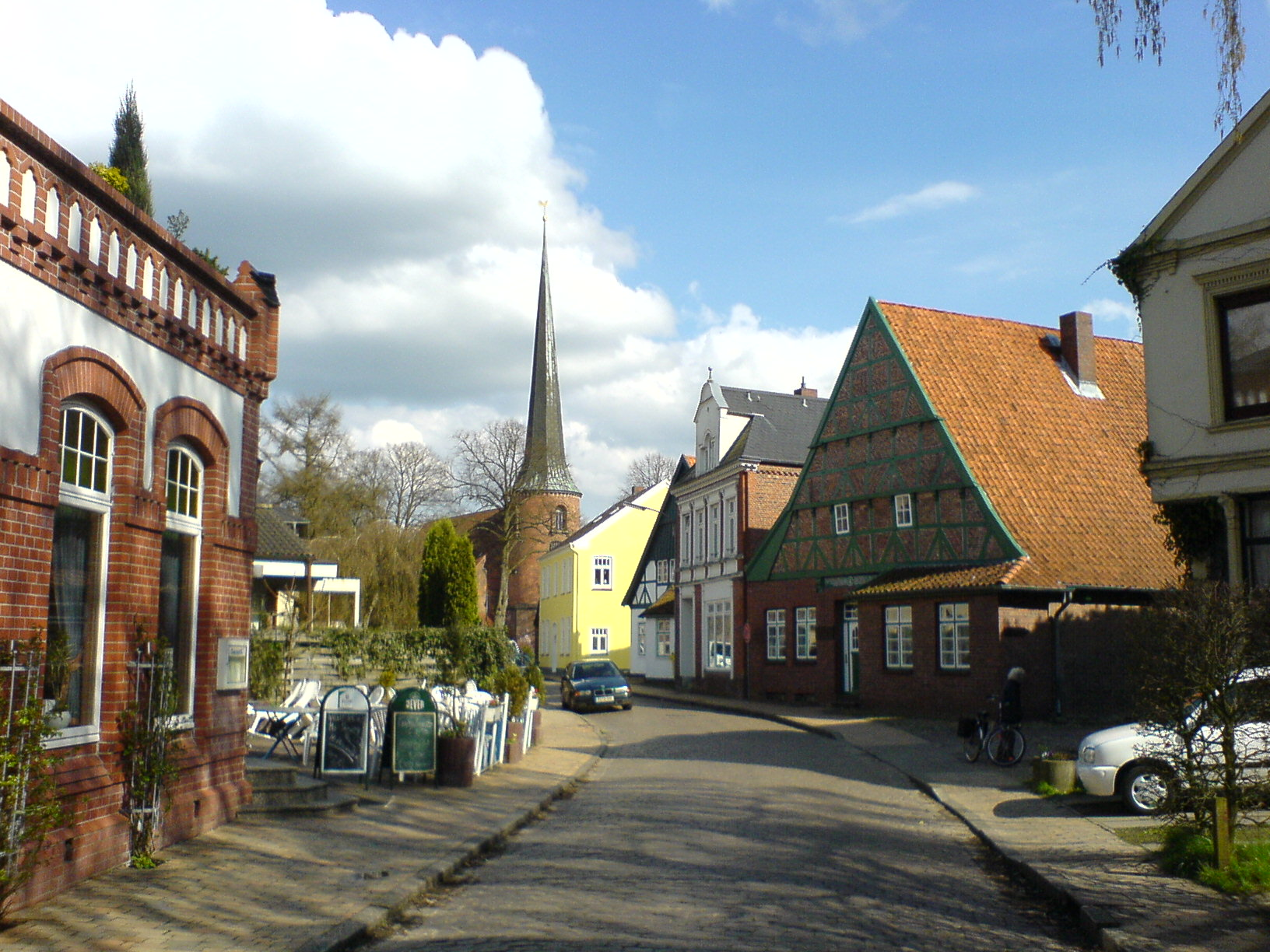
Barmstedt, einer der Drehorte. Rechts befindet sich die Einfahrt zur Polizeiwache von Linden.

Der Kriminelle Piet Kallweit hat erfolgreich eine Bankfiliale in der Kleinstadt Linden im Kreis Ostholstein überfallen. Während der Flucht versagt der Motor seines VW Käfer und Kallweit muss anhalten. Ganz in der Nähe will der alte Handelsvertreter Höllbrock nach einer Kundenbesuchsreise nach Hause zurückfahren, obwohl ihm vor Kurzem der Führerschein wegen Trunkenheit abgenommen wurde. Als er losfahren möchte, wird er vom Rücksitz seines Ford 17 M Kombi mit einer Pistole bedroht. Kallweit hat sein Ersatzfahrzeug gefunden.
Polizeiobermeister Freidahl ist mit dem Streifenwagen, einem VW Käfer, auf dem Weg in eine Werkstatt – zur Reparatur des Funkgeräts. Zufällig schneidet der mit hoher Geschwindigkeit fahrende Ford den Streifenwagen. Freidahl nimmt allein die Verfolgung des Wagens auf, Verstärkung kann er ja nicht anfordern. Kallweit zwingt den Handelsvertreter zu verwegenen Fahrmanövern. Es entwickelt sich eine gefährliche Verfolgungsfahrt. In einer Senke springt Kallweit mit der Beute aus dem Wagen und flüchtet durch Wald und Wiesen in Richtung Bahndamm. Freidahl folgt ihm und es kommt zu einem Schusswechsel. Kallweit lässt seine schwere Beute-Tasche unauffällig im Wald zurück, springt auf einen Güterzug und entkommt. Auf dem Rückweg entdeckt Freidahl die Tasche. Er kommt nun etwas ins Grübeln. Denn der Vater von zwei Kindern hat erhebliche Schulden, die den Familienetat belasten. Eine Lösung für dieses finanzielle Problem hat er momentan nicht. Den Fund belässt er an Ort und Stelle.
Mittlerweile wurde der Banküberfall entdeckt und Kommissar Finke nimmt die Ermittlungen auf. Damit die Beute nicht gefunden wird, macht Freidahl einige Falschaussagen und lässt so die Ermittler glauben, der Fahrer des Fluchtwagens habe das Geld. Er gibt an, dass er das Nummernschild nicht richtig habe erkennen können. Bei der Begehung des Fluchtweges leitet er die Ermittler am Versteck vorbei. Der Handelsvertreter, mittlerweile wieder zuhause in Kiel angekommen, wundert sich, dass sein Nummernschild laut Fernsehen und Zeitung nicht genau erkennbar gewesen sein soll: zur Kontrolle bittet er seinen Nachbarn, aus einiger Entfernung das Kennzeichen des Ford abzulesen. Noch in der Nacht nach dem Überfall holt Freidahl die Beute aus dem Bodenversteck im Wald. Kallweit will sich ebenfalls die Beute holen – nur kurz, nachdem Freidahl mit der Geldtasche wieder abgefahren ist, kommt er an.
Kallweit wird plötzlich klar, dass der Polizist, der ihn verfolgt hatte, das Geld haben muss. Er ruft bei Freidahls zuhause an und gibt sich gegenüber Frau Freidahl als Lehrgangskollege aus. Beim zweiten Anruf erreicht er Freidahl selbst im Polizeirevier, konfrontiert ihn und macht einen Treff aus, bei dem er ihn nur beobachtet. Dem Polizeibeamten wird die Sache nun doch zu heiß und er bringt das Geld nachts zum Versteck zurück. Kallweit passt ihn ab und macht ihm klar, dass der Ford-Fahrer kein Komplize war und sie beide auffliegen lassen könnte, weil nun sicher eine Belohnung für Hinweise ausgesetzt wird – er hänge unweigerlich mit drin. Freidahl gibt Kallweit die Information, dass der Fahrer des Ford Höllbrock heißt und aus Kiel kommt. Kallweit behauptet, den Zeugen mit Geld ruhigstellen zu wollen und überlässt Freidahl einige Hundertmarkscheine als „Finderlohn“. Abschließend befiehlt er Freidahl, den weißen Käfer, Kallweits erstes Fluchtfahrzeug, zu reparieren. So soll die Zwei-Täter-Theorie aufrechterhalten werden. Der Wagen war als gestohlen gemeldet und steht nun im Polizeihof. Der Bankräuber taucht dann bei Höllbrock auf, lockt ihn aus dem Haus und bringt ihn um. Anschließend zwingt er den Polizisten zur Mithilfe bei der Beseitigung der Leiche in einem alten Baggersee. Bevor der Besitzer des gestohlenen VW Käfer von seiner Auslandsreise zurückkommt, muss Freidahl den Wagen reparieren. Er stellt fest, dass die Benzinleitung defekt ist und behebt den Schaden.
Die Leiche des Vertreters wird jedoch kurz darauf gefunden und Finke kommen Zweifel an der Theorie, dass es zwei Täter waren. Die Zweifel verstärken sich noch mehr, als der Besitzer des Fahrzeugs den Käfer abholen will und bestätigt, es habe schon vor dem Diebstahl Probleme mit der Benzinleitung gegeben. Der plötzlich reparierte Käfer und die Zeugenaussage von Höllbrocks Nachbarn über die ihm seltsam vorkommende Episode mit dem Lesen des Nummernschilds bringen Finke auf die Spur von Freidahl. Da Freidahl nun merkt, dass alles aufgedeckt werden wird, trifft er sich mit Kallweit an einer Bootswerft. Da ist zu hören, dass sich mehrere Polizeifahrzeuge mit Martinshörnern nähern. Es kommt zu einer Schießerei, als Freidahl sich durch die Festnahme Kallweits das Gewissen erleichtern möchte.  Als Finke und die Kollegen Freidahls eintreffen, finden sie den verletzten Kallweit vor und nehmen ihn fest. Polizeiobermeister Freidahl ist mittlerweile seinen Schussverletzungen erlegen.

## Hintergrund
Gedreht wurde vom 7. April bis zum 13. Mai 1975 in Kiel und Umgebung. Die Stadt Linden ist fiktiv. Außenaufnahmen wurden unter anderem in der schleswig-holsteinischen Stadt Barmstedt im Kreis Pinneberg gemacht, die bereits in der Folge Blechschaden als Kulisse gedient hatte.
Die Folge ist eine Adaption der Hamburg Transit-Episode Fundsache, welche ebenfalls aus der Feder von Herbert Lichtenfeld stammt.
Wesentliche Elemente der Handlung wurden übernommen: Die Kriminellen lassen ihre Beute-Tasche auf der Flucht vor der Polizei ungewollt zurück und entkommen unter stehenden Güterzügen, der im öffentlichen Dienst tätige Protagonist (ein durch Hausbau bei Dienstleistern und Bekannten verschuldeter Familienvater) entdeckt die Tasche und unterschlägt den Fund im Keller-Versteck, die Rückkehr der Kriminellen zum Fluchtort und das Nichtauffinden der Beute, das Ausforschen des Protagonisten mit anschließender Kontaktaufnahme, die Aushandlung eines Rückgabe-Deals, sowie die finale Läuterung des Protagonisten.